# المقاتل النهائي 2
المقاتل النهائي 2 (بالإنجليزية: The Ultimate Fighter 2)‏ هو الدفعة الثانية من المسلسل التلفزيوني الواقعي المقاتل النهائي الذي أنتجته يو إف سي. تم عرضه لأول مرة في 22 أغسطس 2005.